# Herbert Lang
Herbert Lang (Öhringen, 24 marzo 1879 – 29 maggio 1957) è stato uno zoologo tedesco.
Lang nacque a Oehringen, nel Württemberg, in Germania. Il suo interesse infantile per la natura lo portò a trovare un impiego come tassidermista e, in seguito, a lavorare al museo di storia naturale dell'università di Zurigo.
Nel 1903, Lang, ventiquattrenne, emigrò negli U.S.A. e cominciò a lavorare all'American Museum. Compì la sua prima spedizione sul campo in Kenya nel 1906, ritornando con 178 esemplari di mammiferi e 232 di uccelli. 
Dopo il successo di questa spedizione, Lang venne incaricato dal museo ad effettuare delle spedizioni in Congo, che continuarono fino allo scoppio della prima guerra mondiale nel 1914. Nel 1919, divenne Assistente Curatore del Dipartimento di Mammalogia del museo.
Lang ritornò in Africa, accompagnato da Rudyerd Boulton, nel 1925, e raccolse 1200 esemplari di mammiferi, tra cui la rara antilope nera gigante. Nel 1935, sposò la vedova di un caro amico.